# Kraljevski lovački krajolik Sjevernog Zealanda
Kraljevski lovački krajolik Sjevernog Zealanda je naziv zaštićenog kulturnog krajolika 30 km sjeveroistočno od danskog glavnog grada Kopenhagena na najdaljem vrhu otoka Zelanda. Sastoji se od dvije šume za lov, Gribskov (na sjeveru) i Store Dyrehave (u sredini), između kojih je uski tjesnac grada Hillerøda, te od lovačkog parka Jægersborg Hegn/Jægersborg Dyrehave (na jugoistočnoj obali). Ovo je dizajnirani krajolik u kojemu su danski kraljevi sa svojim dvorom prakticirali par force lov (lov s lovačkim psima) koji je cvao od srednjeg vijeka do konca 16. stoljeća. S lovačkim stazama u ortogonalnoj mreži, numeriranim kamenim postajama, ogradama i lovačkim ložama, ovaj krajolik predstavlja primjenu baroknih načela oblikovanja šumskih krajolika, te je zbog toga 2015. godine upisan na UNESCO-ov popis mjesta svjetske baštine u Europi.

## Povijest i odlike
Povijest lova na ovom području seže daleko u prošlost. Najvidljiviji znakovi su opsežna mreža staza u različitim dijelovima šuma, posebice u blizini Nødeboa, nastale od 1680. – 1690. za vrijeme vladavine Kristijana V. Naime, tijekom boravka na dvoru francuskog kralja Luja XIV. kralj Kristijan V. se upoznao s parforce lovom koji je želio prenijeti u Dansku. Kako mu je za ovaj oblik lova trebalo veliko lovno područje, proširio je kraljevsku šumu dvorca Jægersborg do sela Stokkerup (danas Eremitagesletten, tj. palača za osamu) i područje Jægersborg Hegn, čime je nastao Dyrehaven (danski za „Jelenski park”) veličine 16 km².
Duge ravne linije, obično dizajnirane u zvjezdastom uzorku, spajaju se i zrače iz strateških točaka. One su konstruirane i korištene za istrčavanje i umaranje lovine (obično jelena) u tzv. parforce načinu lova, s konjima i čoporima lovačkih pasa. Gribskov, Store Dyrehave i Jægersborg Dyrehave, su svi bivši kraljevski lovački rezervati, ali se Gribskov još uvijek koristi za lov, posebice jelena, ali su neka područja zatvorena za javnost i parforce lov je protuzakonit još od 1777. godine.
Ovo područje je srce budućeg planiranog nacionalnog parka Kongernes Nordsjælland („Kraljevski Sjeverni Zealand”) koji će obuhvaćati vrh sjeveroistočnog Zealanda, a čije se ozakonjenje očekuje u 2015. god.
- Šuma stare bukve, Gribskov
- Ulaz u neolitički tumul Mor Gribs Hule
- Stari samostan Esrom iz 1140. god.
- Engleski hrast u Jægersborg Dyrehave parku
- Hranidbena postaja